# Grammy-díj a legjobb popalbumért
A Grammy-díj a legjobb popalbumért (Grammy Award for Best Pop Vocal Album) zenei Grammy-díj kategória, mellyel a minőségi popzenei albumokat ismerik el. A díj a művészi teljesítményt és technikai professzionalizmust ismeri el, és nem eladási adatok vagy listahelyezések alapján rangsorol. Első alkalommal 1968-ban adták át a 10. Grammy-díj átadórendezvényen, akkor a The Beatles Sgt. Pepper’s Lonely Hearts Club Band című lemeze nyerte el a legjobb kortárs album kategóriában. Ezután a kategóriát 1995-ig nem alkalmazták, ezután a legjobb popalbum, majd 2001-től legjobb vokális popalbum kategóriában adták át az elismerést. A jelöltek közé olyan albumok kerülhettek, melyek minimum 51%-ban új dalokat tartalmaztak.

## Díjazottak és jelöltek
| Év   | Előadó                         | Album                                    | Jelöltek | Hivatkozás |
| ---- | ------------------------------ | ---------------------------------------- | --- | ---------- |

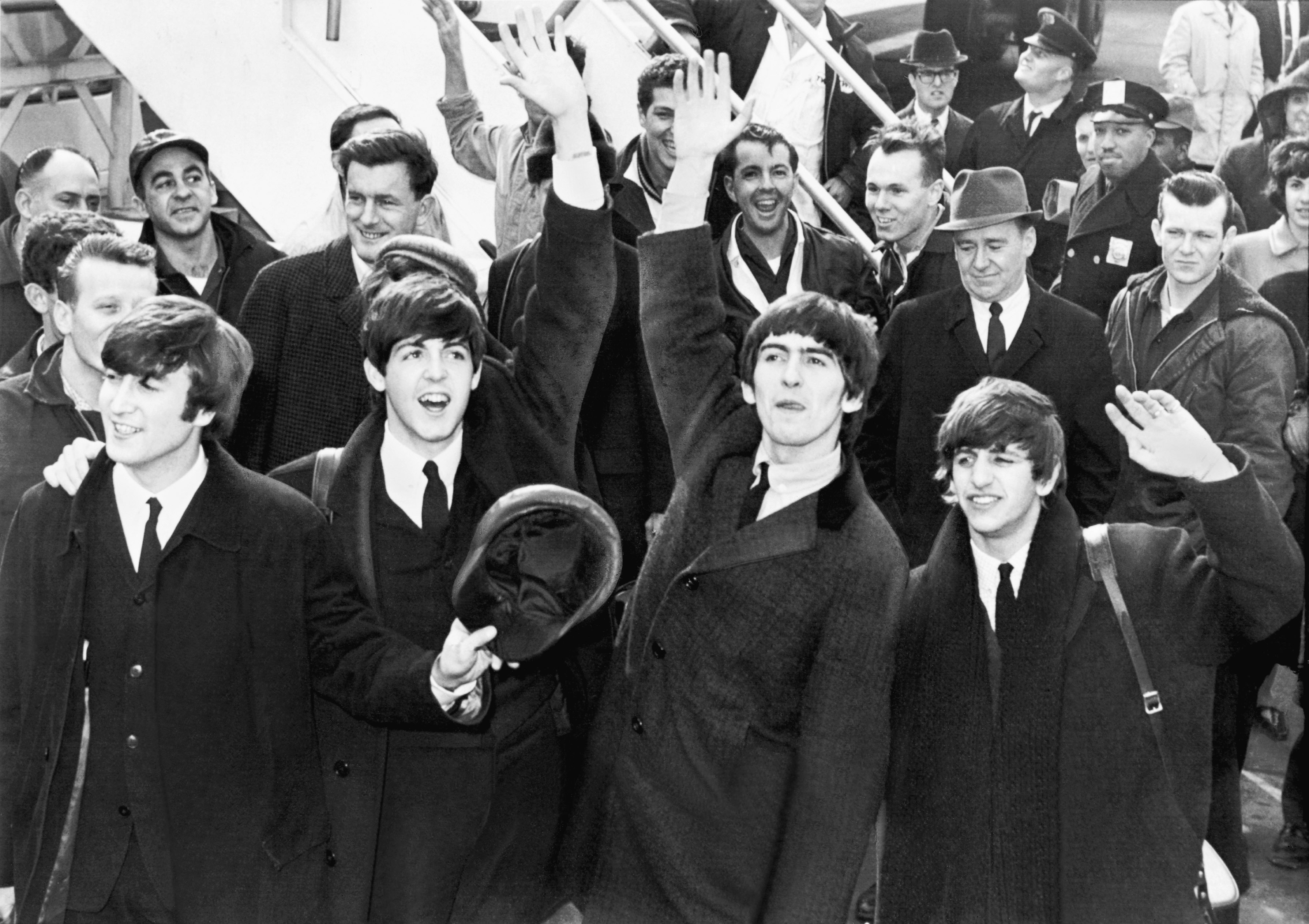
A The Beatles nyerte a kategóriát 1968-ban

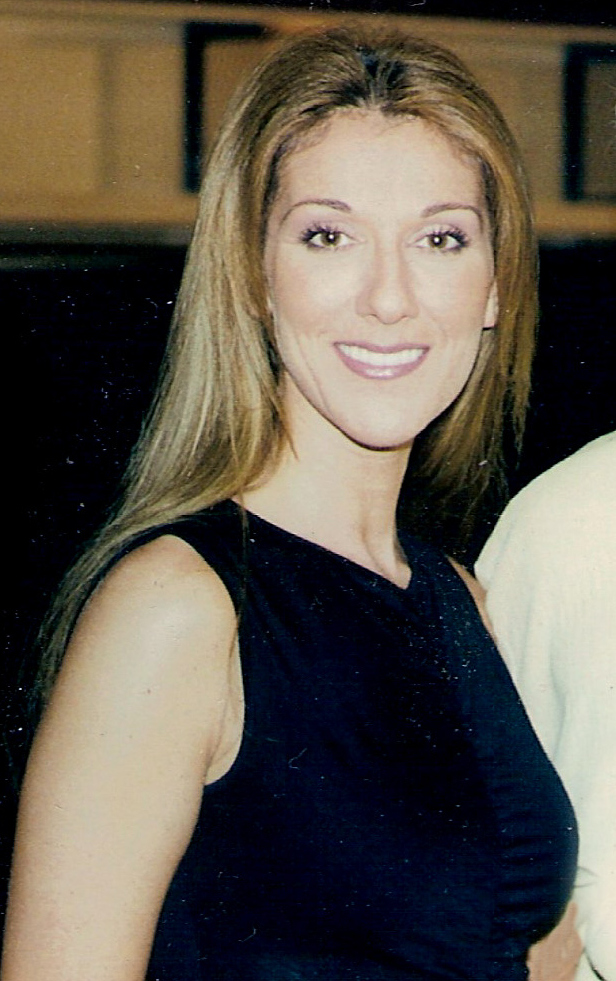
Céline Dion 1997-ben a Falling into You albummal nyert

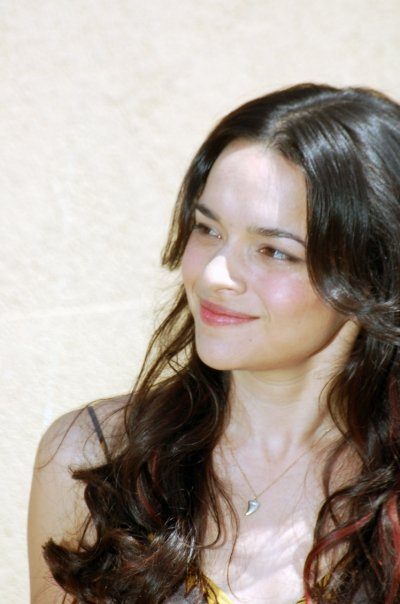
Norah Jones Come Away with Me című albuma 2003-ban nyert

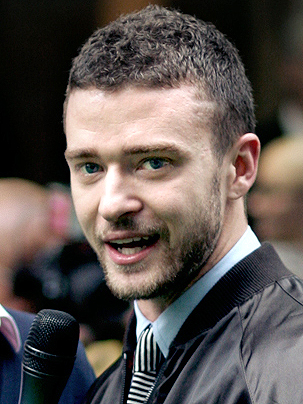
Justin Timberlake kapta a legtöbb jelölést Kelly Clarksonnal együtt, öt-öt alkalommal. Timberlake Justified című albuma 2004-ben nyert

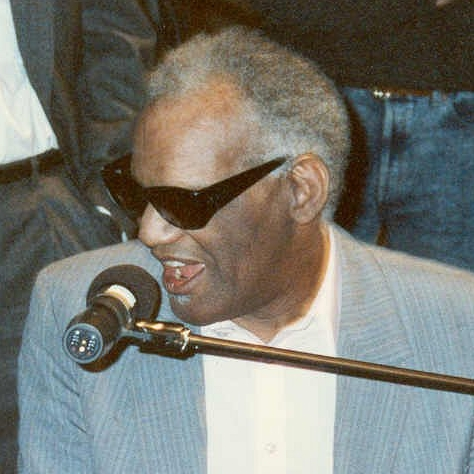
Ray Charles utolsó nagylemeze (Genius Loves Company) 2005-ben nyerte el a díjat

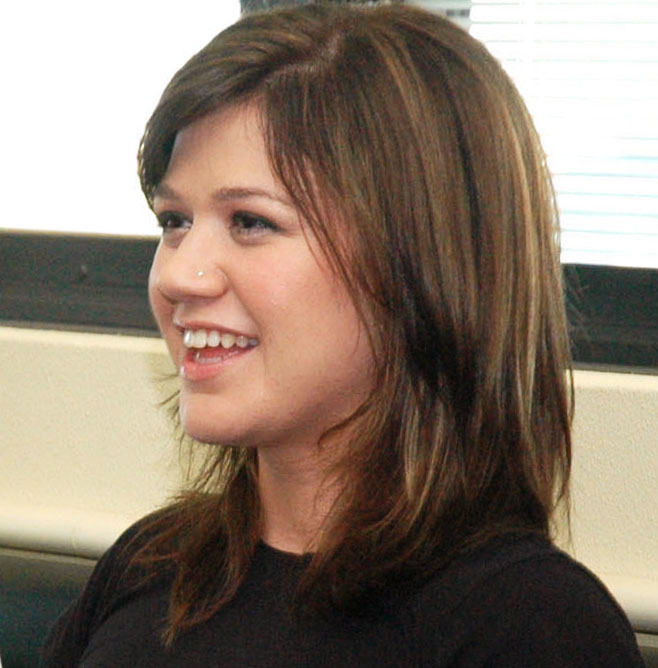
Kelly Clarkson volt az első előadó, aki kétszer is elnyerte a kategória díját. A Breakaway 2006-ban, a Stronger pedig 2013-ban

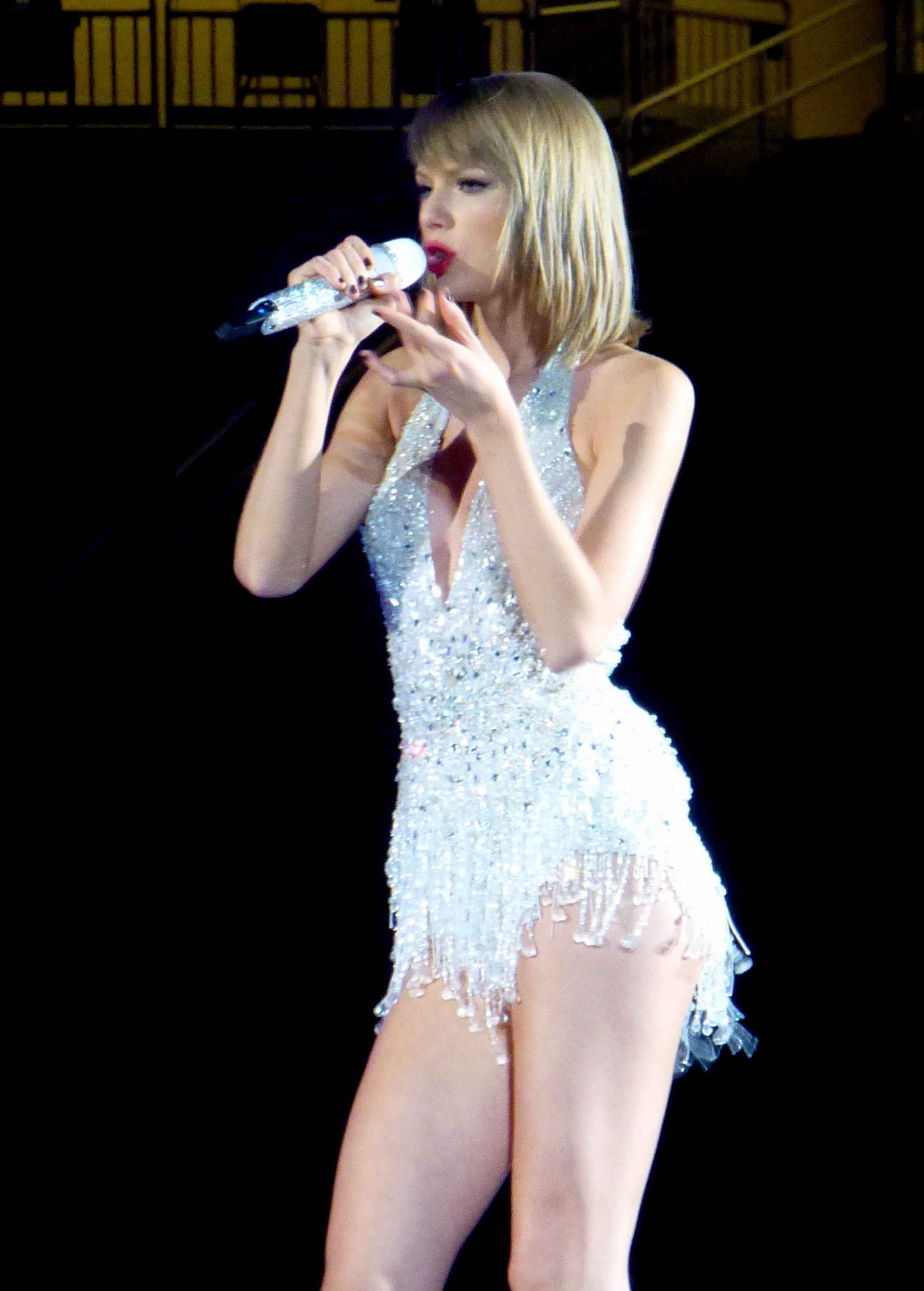
Taylor Swift hat jelölést kapott a kategóriában, amelyből kettőt megnyert 1989 és Midnights c. albumaival 2016-ban és 2024-ben

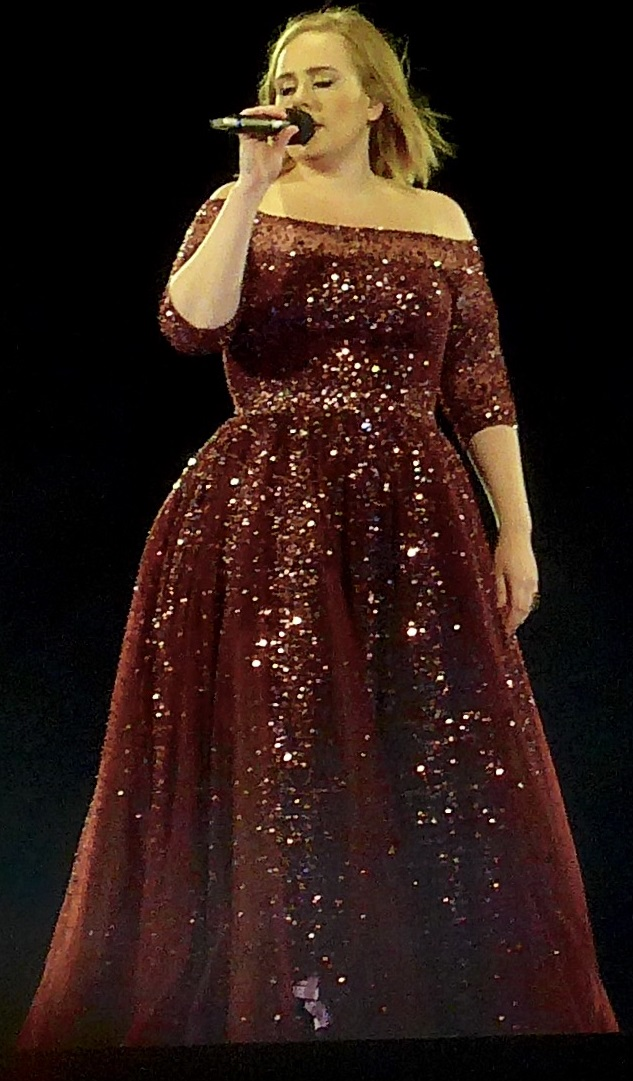
Adele két alkalommal nyerte el a díjat, 2012-ben és 2017-ben

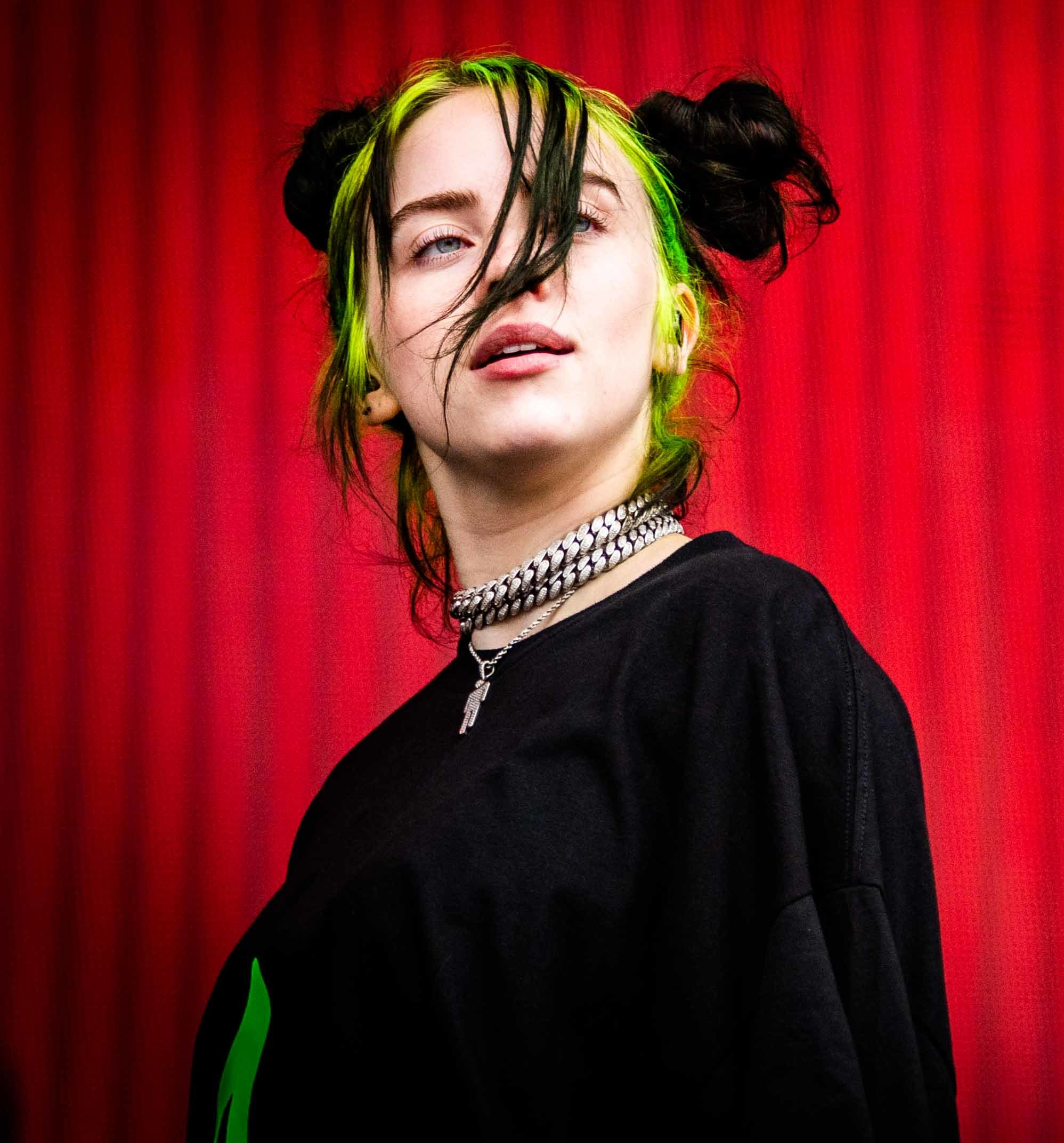
Billie Eilish nyerte el a díjat 2020-ban When We All Fall Asleep, Where Do We Go? című lemezével

| 1968 | The Beatles                    | Sgt. Pepper’s Lonely Hearts Club Band    | - The Association – Insight Out - Vikki Carr – It Must Be Him - The 5th Dimension – Up, Up and Away - Bobbie Gentry – Ode to Billie Joe                                          | [ 4 ]      |
| 1995 | Bonnie Raitt                   | Longing in Their Hearts                  | - Ace of Base – The Sign - José Carreras, Plácido Domingo és Luciano Pavarotti, Zubin Mehtaval – The Three Tenors in Concert 1994 - Lyle Lovett – I Love Everybody - Seal – Seal | [ 5 ]      |
| 1996 | Joni Mitchell                  | Turbulent Indigo                         | - Mariah Carey – Daydream - Eagles – Hell Freezes Over - Annie Lennox – Medusa - Madonna – Bedtime Stories                                                                       | [ 6 ]      |
| 1997 | Céline Dion                    | Falling into You                         | - Toni Braxton – Secrets - Tracy Chapman – New Beginning - Shawn Colvin – A Few Small Repairs - Sting – Mercury Falling                                                          | [ 7 ]      |
| 1998 | James Taylor                   | Hourglass                                | - Paula Cole – This Fire - Fleetwood Mac – The Dance - Jamiroquai – Travelling Without Moving - Sarah McLachlan – Surfacing                                                      | [ 8 ]      |
| 1999 | Madonna                        | Ray of Light                             | - Eric Clapton – Pilgrim - Céline Dion – Let's Talk About Love - Natalie Imbruglia – Left of the Middle - Brian Setzer Orchestra – The Dirty Boogie                              | [ 9 ]      |
| 2000 | Sting                          | Brand New Day                            | - Backstreet Boys – Millennium - Cher – Believe - Ricky Martin – Ricky Martin - Sarah McLachlan – Mirrorball                                                                     | [ 10 ]     |
| 2001 | Steely Dan                     | Two Against Nature                       | - Don Henley – Inside Job - Madonna – Music - NSYNC – No Strings Attached - Britney Spears – Oops!... I Did It Again                                                             | [ 11 ]     |
| 2002 | Sade                           | Lovers Rock                              | - Nelly Furtado – Whoa, Nelly! - Janet Jackson – All for You - Elton John – Songs from the West Coast - NSYNC – Celebrity                                                        | [ 12 ]     |
| 2003 | Norah Jones                    | Come Away with Me                        | - Avril Lavigne – Let Go - No Doubt – Rock Steady - Pink – Missundaztood - Britney Spears – Britney                                                                              | [ 13 ]     |
| 2004 | Justin Timberlake              | Justified                                | - Christina Aguilera – Stripped - George Harrison – Brainwashed - Annie Lennox – Bare - Michael McDonald – Motown                                                                | [ 14 ]     |
| 2005 | Ray Charles és további előadók | Genius Loves Company                     | - Norah Jones – Feels like Home - Sarah McLachlan – Afterglow - Joss Stone – Mind Body & Soul - Brian Wilson – Brian Wilson Presents Smile                                       | [ 15 ]     |
| 2006 | Kelly Clarkson                 | Breakaway                                | - Fiona Apple – Extraordinary Machine - Sheryl Crow – Wildflower - Paul McCartney – Chaos and Creation in the Backyard - Gwen Stefani – Love. Angel. Music. Baby.                | [ 16 ]     |
| 2007 | John Mayer                     | Continuum                                | - Christina Aguilera – Back to Basics - James Blunt – Back to Bedlam - Elvis Costello és Allen Toussaint – The River in Reverse - Justin Timberlake – FutureSex/LoveSounds       | [ 17 ]     |
| 2008 | Amy Winehouse                  | Back to Black                            | - Bon Jovi – Lost Highway - Feist – The Reminder - Maroon 5 – It Won't Be Soon Before Long - Paul McCartney – Memory Almost Full                                                 | [ 18 ]     |
| 2009 | Duffy                          | Rockferry                                | - Sheryl Crow – Detours - Eagles – Long Road out of Eden - Leona Lewis – Spirit - James Taylor – Covers                                                                          | [ 19 ]     |
| 2010 | The Black Eyed Peas            | The E.N.D.                               | - Colbie Caillat – Breakthrough - Kelly Clarkson – All I Ever Wanted - The Fray – The Fray - Pink – Funhouse                                                                     | [ 20 ]     |
| 2011 | Lady Gaga                      | The Fame Monster                         | - Justin Bieber – My World 2.0 - Susan Boyle – I Dreamed a Dream - John Mayer – Battle Studies - Katy Perry – Teenage Dream                                                      | [ 21 ]     |
| 2012 | Adele                          | 21                                       | - CeeLo Green – The Lady Killer - Lady Gaga – Born This Way - Bruno Mars – Doo-Wops & Hooligans - Rihanna – Loud                                                                 | [ 22 ]     |
| 2013 | Kelly Clarkson                 | Stronger                                 | - Florence and the Machine – Ceremonials - Fun – Some Nights - Maroon 5 – Overexposed - Pink – The Truth About Love                                                              | [ 23 ]     |
| 2014 | Bruno Mars                     | Unorthodox Jukebox                       | - Lana Del Rey – Paradise - Lorde – Pure Heroine - Robin Thicke – Blurred Lines - Justin Timberlake – The 20/20 Experience – The Complete Experience                             | [ 23 ]     |
| 2015 | Sam Smith                      | In the Lonely Hour                       | - Coldplay – Ghost Stories - Miley Cyrus – Bangerz - Ariana Grande – My Everything - Katy Perry – Prism - Ed Sheeran – x                                                         | [ 24 ]     |
| 2016 | Taylor Swift                   | 1989                                     | - Kelly Clarkson – Piece by Piece - Florence and the Machine – How Big, How Blue, How Beautiful - Mark Ronson – Uptown Special - James Taylor – Before This World                | [ 25 ]     |
| 2017 | Adele                          | 25                                       | - Justin Bieber – Purpose - Ariana Grande – Dangerous Woman - Demi Lovato – Confident - Sia – This Is Acting                                                                     | [ 26 ]     |
| 2018 | Ed Sheeran                     | ÷                                        | - Coldplay – Kaleidoscope EP - Lana Del Rey – Lust for Life - Imagine Dragons – Evolve - Kesha – Rainbow - Lady Gaga – Joanne                                                    | [ 27 ]     |
| 2019 | Ariana Grande                  | Sweetener                                | - Camila Cabello – Camila - Kelly Clarkson – Meaning of Life - Shawn Mendes – Shawn Mendes - Pink – Beautiful Trauma - Taylor Swift – Reputation                                 | [ 28 ]     |
| 2020 | Billie Eilish                  | When We All Fall Asleep, Where Do We Go? | - Beyoncé – The Lion King: The Gift - Ariana Grande – Thank U, Next - Ed Sheeran – No.6 Collaborations Project - Taylor Swift – Lover                                            | [ 29 ]     |
| 2021 | Dua Lipa                       | Future Nostalgia                         | - Justin Bieber – Changes - Lady Gaga – Chromatica - Harry Styles – Fine Line - Taylor Swift – Folklore                                                                          | [ 30 ]     |
| 2022 | Olivia Rodrigo                 | Sour                                     | - Justin Bieber – Justice (Triple Chucks Deluxe) - Doja Cat – Planet Her (Deluxe) - Billie Eilish – Happier Than Ever - Ariana Grande – Positions                                | [ 31 ]     |
| 2023 | Harry Styles                   | Harry’s House                            | - ABBA – Voyage - Adele – 30 - Coldplay – Music Of The Spheres - Lizzo – Special                                                                                                 | [ 32 ]     |
| 2024 | Taylor Swift                   | Midnights                                | - Ed Sheeran – − |            |
| 2025 | Sabrina Carpenter              | Short n’ Sweet                           | - Taylor Swift – The Tortured Poets Department |            |